# Lago Iffigsee
O Lago Iffigsee É um lago perto Lenk im Simmental, município do distrito administrativo de Obersimmental-Saanen no cantão de Berna na Suíça. O lago está localizado no Vale Iffigtal, perto do Passo de Montanha de Rawil.